# Institut des hautes études scientifiques
Institut des hautes études scientifiques je francouzská instituce, věnovaná vědám. Sídlí v Paříži. Její historie začíná rokem 1958.

## Popis
Institut des hautes études scientifiques pořádá pravidelné přednášky přístupné veřejnosti, nemá však žádné zapsané studenty, žádné studijní obory a neuděluje žádné tituly.

## Slavní profesoři
Mezi profesory na Institut des hautes études scientifiques byly a jsou následující osobnosti:
- Alain Connes
- Thibault Damour
- Pierre Deligne
- Robert B. Griffiths
- Michail Gromov
- Alexander Grothendieck
- Laurent Lafforgue
- Maxim Lvovič Koncevič
- Giorgio Parisi